# Terry Chen
Terry Chen (Edmonton, 3 febbraio 1975) è un attore canadese di origini cinesi.

## Biografia
Nato da padre taiwanese e madre originaria della Cina continentale, è cresciuto nell'Alberta canadese. Ha ottenuto l'istruzione superiore prima ad Edmonton e poi a Vancouver, in seguito ha frequentato il college e l'università a Calgary. Prima di trasferirsi a Vancouver per perseguire la carriera nella recitazione, ha viaggiato per due anni in giro per il mondo. Attualmente vive tra Vancouver e Los Angeles.
Il ruolo che ha segnato la svolta nella sua carriera è stato quello biografico dell'editore di Rolling Stone Ben Fong-Torres, nella pellicola del 2000 di Cameron Crowe Quasi famosi. Da allora ha fatto numerose apparizioni televisive, tra cui quella nella miniserie fantascientifica diretta da Steven Spielberg e vincitrice di Emmy Award Taken, oltre ad aver ottenuto un ruolo regolare in Combat Hospital. Ha recitato anche in diversi lungometraggi cinematografici, quali Io, robot, The Chronicles of Riddick, Snakes on a Plane e, nel ruolo del protagonista, nell'horror thriller They Wait.
Attualmente interpreta un ruolo ricorrente nella serie TV fantascientifica canadese Continuum, che ha debuttato sul canale Showcase il 27 marzo 2012. Un altro ruolo attualmente ricorrente è quello di Xander Feng nella seconda stagione di House of Cards - Gli intrighi del potere, su Netflix.

## Filmografia

### Cinema
- Notte di sangue (Late Night Session), regia di Joshua B. Hamlin (1999)
- Romeo deve morire (Romeo Must Die), regia di Andrzej Bartkowiak (2000)
- Trixie, regia di Alan Rudolph (2000)
- Quasi famosi (Almost Famous), regia di Cameron Crowe (2000)
- Crash and Byrnes, regia di Jon Hess – direct-to-video (2000)
- La rapina (3000 Miles to Graceland), regia di Demian Lichtenstein (2001)
- The Waiting Room, regia di Penelope Buitenhuis – cortometraggio (2001)
- Liberty Stands Still, regia di Kari Skogland (2002)
- 40 giorni & 40 notti (40 Days and 40 Nights), regia di Michael Lehmann (2002)
- Crime Party (Stark Raving Mad), regia di Drew Daywalt e David Schneider (2002)
- Various Positions, regia di Ori Kowarsky (2002)
- Un poliziotto a 4 zampe 3 (K-9: P.I.), regia di Richard J. Lewis – direct-to-video (2002)
- Ballistic (Ballistic: Ecks vs. Sever), regia di Wit Kaosainan (2002)
- Lonesome Joe, regia di Mark Sawers – cortometraggio (2003)
- The Chronicles of Riddick, regia di David Twohy (2004)
- Io, robot (I, Robot), regia di Alex Proyas (2004)
- Detective a due ruote (Underclassman), regia di Marcos Siega (2005)
- Caos (Chaos), regia di Tony Giglio (2005)
- Snakes on a Plane, regia di David R. Ellis (2006)
- Memory, regia di Bennett Davlin (2006)
- Rogue - Il solitario (War), regia di Philip G. Atwell (2007)
- They Wait, regia di Ernie Barbarash (2007)
- Dim Sum Funeral, regia di Anna Chi (2008)
- Bottom Feeders, regia di Minh Collins – cortometraggio (2009)
- Rock Slyde, regia di Chris Dowling (2009)
- Hardwired - Nemico invisibile (Hardwired), regia di Ernie Barbarash (2009)
- A Dangerous Man - Solo contro tutti (A Dangerous Man), regia di Keoni Waxman – direct-to-video (2009)
- A-Team (The A-Team), regia di Joe Carnahan (2010)
- Guido Superstar: The Rise of Guido, regia di Silvio Pollio (2010)
- Matty Hanson and the Invisibility Ray, regia di William Fruet (2011)
- Something Old, Something New, regia di Tracy D. Smith – cortometraggio (2011)
- Quella casa nel bosco (The Cabin in the Woods), regia di Drew Goddard (2011)
- Elysium, regia di Neill Blomkamp (2013)
- Evil Feed, regia di Kimani Ray Smith (2013)
- Godzilla, regia di Gareth Edwards (2014)
- Victory Square, regia di Jacquie Gould – cortometraggio (2016)
- The 9th Life of Louis Drax, regia di Alexandre Aja (2016)
- Nemesi (The Assignment ), regia di Walter Hill (2016)
- Bruce Lee - La grande sfida (Birth of the Dragon), regia di George Nolfi (2016)
- Io ti troverò (Come and Find Me), regia di Zack Whedon (2016)
- xXx - Il ritorno di Xander Cage (xXx: Return of Xander Cage), regia di D.J. Caruso (2017)
- Zinnia, regia di Mike Byrd – cortometraggio (2019)
- Falling - Storia di un padre (Falling), regia di Viggo Mortensen (2020)
- Coffee & Kareem, regia di Michael Dowse (2020)
- Demonic, regia di Neill Blomkamp (2021)
- Sight, regia di Andrew Hyatt (2023)
- Lucky Star, regia di Gillian McKercher (2024)

### Televisione
- Sentinel (The Sentinel) – serie TV, episodi 4x05 (1999)
- Aftershock - Terremoto a New York (Aftershock: Earthquake in New York), regia di Mikael Salomon – miniserie TV (1999)
- Stargate SG-1 – serie TV, episodi 3x20 (2000)
- L'altra dimensione (Sole Survivor), regia di Mikael Salomon – film TV (2000)
- The Fearing Mind – serie TV, episodi 1x04-1x08 (2000)
- Da Vinci's Inquest – serie TV, 10 episodi (2000-2005)
- Island of Shadows: D'Arcy Island Leper Colony, 1891-1924, regia di Erik Paulsson – documentario TV (2000)
- MythQuest – serie TV, episodi 1x04 (2001)
- Dark Angel – serie TV, episodi 2x10 (2002)
- Mentors – serie TV, episodi 4x01 (2002)
- Taken – miniserie TV, puntata 04 (2002)
- Paranormal Girl, regia di Andrew Fleming – film TV (2002)
- The Twilight Zone – serie TV, episodi 1x40 (2003)
- Jake 2.0 – serie TV, episodi 1x03 (2003)
- Double Bill, regia di Rachel Talalay – film TV (2003)
- Smallville – serie TV, episodi 3x16 (2004)
- 4400 (The 4400) – serie TV, episodi 1x01-1x02 (2004)
- The Life, regia di Lynne Stopkewich – film TV (2004)
- The Love Crimes of Gillian Guess, regia di Bruce McDonald – film TV (2004)
- Battlestar Galactica – serie TV, episodi 1x04-1x10 (2004-2005)
- Robson Arms – serie TV, episodi 1x05 (2005)
- Terminal City – serie TV, episodi 1x10 (2005)
- The Evidence – serie TV, episodi 1x05 (2006)
- Big Day – serie TV, 8 episodi (2006-2007)
- The Quality of Life, regia di John Fawcett – film TV (2008)
- The Guard – serie TV, episodi 2x04 (2008)
- Fatal Kiss, regia di Jason Bourque – film TV (2008)
- Wild Roses – serie TV, episodi 1x12 (2009)
- Storm Seekers, regia di George Mendeluk – film TV (2009)
- Defying Gravity - Le galassie del cuore (Defying Gravity) – serie TV, episodi 1x05 (2009)
- The Net - Incontri pericolosi (Web of Desire), regia di Mark Cole – film TV (2009)
- Meteor Storm, regia di Tibor Takács – film TV (2010)
- V – serie TV, episodi 1x07 (2010)
- Riverworld, regia di Stuart Gillard – film TV (2010)
- Psych – serie TV, episodi 5x09 (2010)
- Sanctuary – serie TV, episodi 2x12-2x13-3x01 (2010)
- Amici e traditori (Befriend and Betray), regia di Ken Girotti – film TV (2011)
- Combat Hospital – serie TV, 13 episodi (2011)
- Nikita – serie TV, episodi 3x01 (2012)
- Battlestar Galactica: Blood & Chrome, regia di Jonas Pate – film TV (2012)
- Continuum – serie TV, 22 episodi (2012-2015)
- Bomb Girls – serie TV, episodi 2x01 (2013)
- Borealis, regia di David Frazee – film TV (2013)
- Tasmanian Devils, regia di Zach Lipovsky – film TV (2013)
- Arrow – serie TV, episodi 1x11 (2013)
- Bates Motel – serie TV, episodi 1x02-1x03-1x05 (2013)
- La morte bussa alla stessa ora (Time of Death), regia di Frédéric D'Amours – film TV (2013)
- House of Cards - Gli intrighi del potere (House of Cards) – serie TV, 5 episodi (2014)
- Hawaii Five-0 – serie TV, episodi 4x19 (2014)
- The 100 – serie TV, 4 episodi (2014)
- Strange Empire – serie TV, 12 episodi (2014-2015)
- Backstrom – serie TV, episodi 1x06 (2015)
- The Returned – serie TV, 7 episodi (2015)
- Motive – serie TV, episodi 3x11 (2015)
- Van Helsing – serie TV, 5 episodi (2016)
- The Expanse – serie TV, 13 episodi (2017-2018, 2021)
- Jessica Jones – serie TV, 6 episodi (2018)
- Unreal (UnREAL) – serie TV, 6 episodi (2018)
- The Murders – serie TV, 8 episodi (2019)
- Chimerica – serie TV, 4 episodi (2019)
- Legends of Tomorrow – serie TV, episodi 5x06 (2020)
- Big Sky – serie TV, episodi 1x01 (2020)
- Un milione di piccole cose (A Million Little Things) – serie TV, 10 episodi (2021)
- Kung Fu – serie TV, 6 episodi (2022)
- Blood & Treasure – serie TV, episodi 2x05-2x12 (2022)
- The Good Doctor – serie TV, episodi 5x18-6x01 (2022)
- Al lago con papà (The Lake) – serie TV, 16 episodi (2022-2023)
- The Last of Us – serie TV, episodio 1x07 (2023)
- Wild Cards – serie TV (2024-in corso)
- Under the Bridge – miniserie TV, puntate 7-8 (2024)

## Doppiatori italiani
Nelle versioni in italiano delle opere in cui ha recitato, Terry Chen è stato doppiato da:
- Gianfranco Miranda in The Chronicles of Riddick, Psych, Combat Hospital
- Raffaele Palmieri in Caos, The Murders, Un milione di piccole cose
- Roberto Certomà in Io ti troverò, House of Cards - Gli intrighi del potere
- Alessio De Filippis in Notte di sangue
- Stefano Crescentini in 40 giorni & 40 notti
- Massimiliano Manfredi in Ballistic
- Francesco Meoni in Smallville
- Marco De Risi in Snakes on a Plane
- Gaetano Varcasia in A-Team
- Patrizio Prata in Continuum
- Stefano Thermes in Arrow
- Davide Albano in The 100
- Franco Mannella in Motive
- Alessandro Zurla in Van Helsing
- Edoardo Stoppacciaro in Nemesi
- Riccardo Scarafoni in The Expanse
- Enrico Pallini in Jessica Jones
- Carlo Petruccetti in Big Sky
- Gabriele Sabatini in Falling - Storia di un padre
- Massimo Triggiani in Blood & Treasure
- Maurizio Merluzzo in The Good Doctor
- Andrea Lavagnino in Al lago con papà
- Stefano Billi in The Last of Us
- Francesco Pezzulli in Under the Bridge